# ماساتو هاشيموتو
ماساتو هاشيموتو (باليابانية: 橋本 真人) (12 أكتوبر 1989 في ايشيكاوا في اليابان – )؛ هو لاعب كرة قدم ياباني سابق كان يلعب كمدافع.

## وصلات خارجية
- ماساتو هاشيموتو على موقع رابطة كرة القدم اليابانية للمحترفين (اليابانية)
- ماساتو هاشيموتو على موقع قاعدة بيانات كرة القدم.إي يو (الإنجليزية)
- ماساتو هاشيموتو على موقع Soccerway.com (الإنجليزية)
- ماساتو هاشيموتو على موقع عالم كرة القدم.نت (الإنجليزية)